# Tipula subbispina
Tipula subbispina är en tvåvingeart som beskrevs av Evgenyi Nikolayevich Savchenko 1952. Tipula subbispina ingår i släktet Tipula och familjen storharkrankar. Inga underarter finns listade i Catalogue of Life.